# Енді Саммерс
Е́нді Са́ммерс (англ. Andy Summers, 31 грудня 1942, Пултон-Ле-Файлд, Ланкашир) — Британський гітарист і композитор, член гурту The Police.

## Біографія
Ендрю Джеймс Саммерс народився 31 грудня 1942 в Пултон-Ле-Файлд Ланкашир, Англія. Найбільш відомий як гітарист рок-групи The Police, він також записав дванадцять сольних альбомів, співпрацював з багатьма іншими музикантами, активно гастролювала під своїм власним ім'ям.
Він був номером один поп-гітаристом протягом п'яти років в Guitar Player Magazine. У 2003 році разом з його товаришами по групі Стінгом і Стюартом Коуплендом внесений в «Зал слави рок-н-роллу».

## Дискографія

### У складі the Police
- Outlandos d'Amour (1978)
- Reggatta de Blanc (1979)
- Zenyattà Mondatta (1980)
- Ghost in the Machine (1981)
- Synchronicity (1983)

### Сольні альбоми
- I Advance Masked - 1982
- Bewitched - 1984
- XYZ - 1987
- Mysterious Barricades - 1988
- The Golden Wire - 1989
- Charming Snakes - 1990
- World Gone Strange - 1991
- Invisible Threads - 1993
- Synaesthesia - 1996
- The Last Dance of Mr. X - 1997
- Strings of Desire - 1998
- A Windham Hill Retrospective - 1998
- Green Chimneys: The Music of Thelonious Monk - 1999
- Peggy's Blue Skylight - 2000
- Earth + Sky - 2004
- Splendid Brazil - 2005
- First You Build a Cloud - 2007

### Сингли
- Parade / Train - 1984 (with Robert Fripp)
- 2010 / To Hal and Back - 1984
- Love is the Strangest Way / Nowhere - 1987

### Співпраця
- Love Is - 1968
- Matching Head and Feet - 1975
- Sarabande - 1976
- Flashback - 1978
- Video Magic - 1978
- Video Flashback - 1979
- Ataraxis-2007